# Церковне братство
Бра́тства — релігійні громадські організації руських (українських і білоруських) православної та унійної шляхти та міщан у XVI–XVIII ст. Виникли на базі традиційних церковних братств при парафіяльних храмах.

## Коротка історія

### Православні братства
Братства мали на меті захист православних руських міщан супроти релігійних і національних утисків, які проводили шляхетська Польща та католицька церква і відіграли значну роль у суспільно-політичному та культурному житті України і Білорусі.
Першим внаслідок реорганізації наприкінці 1585 року церковного братства при Успенській церкві (вперше згадується 1439) в Середмісті Львова виникло Львівське Успенське Ставропігійне братство. У 1586 році в руському кварталі в Середмісті братчики організували школу, у 1591 — друкарню, викупивши у лихваря приватну друкарню Івана Федорова. Ще від 1507 р. в руському кварталі в Середмісті діяв руський шпиталь, перенесений 1542 в Онуфріївський монастир на Підзамчі, ним теж опікувалося Львівське Братство. 
На зразок Львівського подібні братства виникають у Вільні в 1587 році, в 1589 році — в Кам'янці, Рогатині, Красноставі та Могильові, в 1590 році — в Городку, 1591 року — в Белзі, Острозі та Бересті, в 1592 році — в Перемишлі, Комарні та Мінську, в 1594 році — у Більську й у Любліні, де були руські громади. Наприкінці XVII ст. утворюється братство у Полоцьку.
Після Берестейської унії активність православних братств зростає. Потужними стали братства в Києві, засноване 1615, до якого, окрім міщан і православних шляхтичів, вступило Запорізьке військо на чолі з гетьманом Петром Сагайдачним., і Луцьку, засноване 1617 року. Православні братства відомі в Галичі, Любачеві, Дрогобичі, Буську, Бережанах і більшості міст Галичини, Волині, Поділля й Наддніпрянщини, 1600 року — Сяноку, 1606 року — в Замості, Вінниці, у 1614 році з'являється братство в Пінську, 1617 — Холмі, 1626 — Немирові.
Після переходу тутешніх епархій до унії братства втрачають своє значення.  
Братства створювалися навколо парафіяльних церков, використовуючи організаційні форми, властиві середньовічним цехам, гільдіям та іншим міським корпораціям, як світським, так і релігійним. Вони мали свої статути, щорічні вибори службовців, обов'язкові щомісячні збори, громадські суди. Витрати братств покривалися за рахунок внесків його членів, прибутків від нерухомого майна, відсотків від позик. Для Львівського братства важливим джерелом прибутків була друкарня. Братства дбали про свої патрональні церкви, справляли спільні культові відправи, подавали матеріальну допомогу своїм членам, брали участь у похоронах братчиків, утримували шпиталі. Братства також захищали соціальні інтереси ремісничо-торгового населення, боролися проти дискримінації та утисків русинів.
Діяльність братств мала переважно світський характер. З кінця 16 — початку 17 ст. братства брали активну участь у боротьбі проти посилення польсько-шляхетського гніту, національного та релігійного утисків і набували великого громадсько-політичного і національно-культурного значення. В числі провідних діячів братств були видатні вчені, письменники, політичні діячі того часу: Юрій Рогатинець, І. Красовський, Стефан Зизаній, Іов Борецький, Памво Беринда та ін.
Будучи насамперед організаціями заможного ремісничо-торгового міського населення (бюргерства), братства об'єднували навколо себе також представників інших соціальних верств України. Деякі з них приймали до свого складу православне духовенство й православну шляхту, які були невдоволені національно-релігійними утисками. Іноді братства підтримували і окремі православні магнати та єпископи (зокрема князь Костянтин Острозький).
Братства провадили боротьбу проти єзуїтської пропаганди та примусового насадження уніатства, підтримували зв'язки з Московією, Молдавією, південнословʼянськими народами. Одночасно братства розгортали велику культурно-освітню діяльність. Вони відкривали школи, друкарні, навколо яких збиралися культурні сили. На базі Київської братської школи 1632 року було створено Києво-Могилянську колегію (з 1701 року — академію). З братських шкіл вийшла низка письменників, вчених, політичних діячів, діячів освіти, книгодрукування, митців.
Сотні вихованців братських шкіл пройнятих духом православних традицій та обізнаних із західноєвропейськими науками ставали також мандрівними вчителями, розходилися містами і селами в пошуках заробітку. Цей освічений прошарок православного суспільства опирався полонізації та боронив православні традиції, що відрізняли русинів від поляків.
Також Братства існували при деяких сільських і міських церквах. У 19 ст. братства не займалися громадсько-політичними і культурними справами, хоча зберегли деякі обряди та звичаї, властиві братствам 17 ст. Наприкінці 19 — на початку 20 ст. деякі діячі православної церкви створили клерикальні організації, які крім назви не мали майже нічого спільного з колишніми братствами, хоч покликалися на їхні традиції. Деякою мірою давніші цілі й завдання перебрали на себе українські братські організації, і католицькі, і православні, в еміграції, поширюючи свою діяльність на досить широкі ділянки, однак в інших — не станових і не у цехових межах.

### Унійні братства
Першим відомим унійним братством є Воскресенське братство Унійної церкви в Кременці, що було створено 1623 року за підтримки Володимиро-Берейстейського єпископа Йоакима Мораховського. Дещо пізніше створено братство у Володимирі-Волинському. Остання згадка про нього сягає 1648 року.
Унійні братства також створено напочатку XVII ст. в Перемишлі, Вітебську, Пінську, Новогрудку, Вільно. Вони діяли до середини XVIII ст. У 1708 році унійним стало Львівське братство (ліквідовано у 1788 році). Згодом на унію перейшли братства у Галичині, Холмщині та Поділлі.

### Список братств
- 1439 – Львівське Успенське Ставропігійне братство
- 1570 – Тернопільське братство
- 1586 – Слуцьке Преображенське братство
- 1587 – Віленське братство
- 1589 – Кам'янецьке Свято-Троїцьке братство
- 1589 – Красноставське Свято-Троїцьке братство
- 1589 – Рогатинське братство
- 1589 – Могилівське братство
- 1590 – Городецьке братство
- 1591 – Острозьке Богоявленське братство
- 1591 – Белз
- 1591 – Берестейське братство
- 1592 – Перемиське братство
- 1592 – Мінське Петропавлівське братство
- 1592 – Комарно
- 1594 – Люблінське Спасо-Преображенське братство
- 1594 – Більське братство
- 1594 – Буське Миколаївське братство
- 1590s – Полоцьке Богоявленське братство
- 1597 – Могилів-Подільський
- 1600 – Сяноцьке братство
- 1606 – Замостське братство
- 1606 – Вінницьке братство
- 1614 – Пінське Богоявленське братство
- 1615 – Київське братство
- 1617 – Холмське братство
- 1617 – Луцьке братство
- 1619 – Дрогобицьке Святоюрівське братство
- 1625 – Немирівське Воскресінське братство
- 1633 – Кременецьке Богоявленське братство
- 16?? – Галич
- 16?? – Любачів
- 16?? – Бережани
- 1687 – Літківське братство
- 1689 – Срібнянське братство
- 16?? – інші міста